# Брисбенский фестиваль гордости
Брисбенский фестиваль гордости (англ. Brisbane Pride Festival) — ежегодный ЛГБТ-фестиваль, проходящее в Брисбене, начиная в 1990 года. Первой фестиваль был проведен в форме гей-парада и митинга на улицах Брисбена и завершился небольшим собранием в парке Масгрейв (англ. Musgrave Park) в Южном Брисбене (англ. South Brisbane). В течение тринадцати лет, до 2002 года, фестиваль проводился на общественных началах. Фестиваль — это мероприятие по развитию и поддержке лесбиянок, геев, бисексуальных, транссексуальных и интерсекс-людей  и развитию квир-культуры, через художественные, спортивные, общественные и политические мероприятия. Фестиваль гордости призван объединить ЛГБТ+ людей, проживающих в Брисбене.  

## Ярмарка Гордости
Ярмарка Гордости (англ. Pride Fair Day) — главное событие в календаре фестиваля. Фестиваль является всеохватывающим общественным мероприятием, проводимым компанией Brisbane Pride Inc., некоммерческой организацией, управляемой добровольным советом/рабочим комитетом, которому помогают волонтеры. В этот день теперь проводят собрания и парады на улицах Брисбена. После 2011 года фестиваль стал проводиться в сентябре. Ярмарочный день обычно проводился в течение 2000-х годов в выходные дни после празднования официального дня рождения королевы в июне каждого года. Из-за различных проблем у фестиваля возникли финансовые трудности. В 2011 году журнал QNews провел мероприятие под названием «Брисбенский карнавал». Вырученные от проведения деньги QNews пожертвовал многим благотворительным организациям по предотвращению самоубийств среди молодежи, а также QNews пожертвовал 4108$ на брисбенский фестиваль гордости, чтобы помочь фестивалю возобновиться. Помимо этого было много общественных групп и волонтеров, которые также участвовали в мероприятиях по сбору средств, чтобы помочь брисбенскому фестивалю гордости погасить свои долги и возобновить работу. В сентябре 2012 года Ярмарочный день снова прошел в Перри Парк (англ. Perry Park). 21 сентября 2013 года, фестиваль, при поддержке городского совета Брисбена, переехал в Нью-Фарм-парк (англ. New Farm Park).  
Во время проведения фестиваля уличная процессия парада возглавляется группой женщин-мотоциклисток, «Дайками на байках». Пространство проведения события обычно делится на торговые палатки и развлекательный центр. Содержание торговых палаток варьируются: от поставщиков продуктов питания до предприятий и организаций, таких как «Родители и друзья лесбиянок и геев» (англ. Parents and Friends of Lesbians and Gays (PFLAG)), Антидискриминационная комиссия Квинсленда (англ. Anti-Discrimination Commission of Queensland), Юридическая служба ЛГБТИ (англ. LGBTI Legal Service), Совет по борьбе со СПИДом Квинсленда (англ. Queensland Aids Council (QuAC)).